# Gornji Smrtići
Gornji Smrtići (en serbe cyrillique : Горњи Смртићи) est un village de Bosnie-Herzégovine. Il est situé dans la municipalité de Prnjavor et dans la république serbe de Bosnie. Selon les premiers résultats du recensement bosnien de 2013, il compte 1 207 habitants.

## Démographie

### Évolution historique de la population dans la localité
| 1948 | 1953 | 1961  | 1971  | 1981  | 1991  | 2013  |
| ---- | ---- | ----- | ----- | ----- | ----- | ----- |
| -    | -    | 1 535 | 1 523 | 1 543 | 1 443 | 1 207 |

|  |

### Communauté locale
En 1991, Gornji Smrtići faisait partie de la communauté locale de Smrtići qui comptait 2 204 habitants, répartis de la manière suivante :